# Amsacta sanguinolenta
Amsacta sanguinolenta är en fjärilsart som beskrevs av Fabricius 1793. Amsacta sanguinolenta ingår i släktet Amsacta och familjen björnspinnare. Inga underarter finns listade i Catalogue of Life.